# Jan Cornelisz Vermeyen
Jan Cornelisz Vermeyen (Beverwijk, c. 1504-Bruselas, 1559), llamado Juan el Mayo o Juan Barbalonga, fue un pintor flamenco del Renacimiento.

## Biografía
Vermeyen desarrolló su carrera como pintor, grabador y diseñador de cartones para tapices, realizando probablemente su aprendizaje con Jan Mabuse (Haarlem), aunque otros autores lo relacionan con Jan van Scorel o con Jacob Cornelisz. van Oostsanen (Ámsterdam). Hacia  1527 sirvió como pintor de cámara de Margarita de Austria, regente de los Países Bajos, en su corte de Malinas, continuando en el cargo a su muerte (1530) al servicio de la nueva regente, María de Hungría. En 1533 se trasladó a España con el emperador Carlos V y en 1535 le acompañó  en la conquista de Túnez, donde documentó las operaciones militares (junto a otros pintores, como Herman Posthumus). Muy posiblemente pasó por Italia, donde se familiarizó con la obra de Miguel Ángel. De vuelta a España, asesoró a los pintores que representaron esta expedición en el Palacio de Carlos V de la Alhambra de Granada. Entre 1545 y 1548, en Bruselas, representó él mismo estas escenas en cartones para la serie de tapices de la conquista de Túnez encargados por María de Hungría, tejidos por Willem de Pannemaker en Bruselas entre 1560 y 1569.
Se le atribuyen un buen número de retratos de corte, con poca evidencia documental.